# (3990) Heimdal
(3990) Heimdal est un astéroïde de la ceinture principale et plus spécifiquement du groupe de Hilda.

## Description
(3990) Heimdal est un astéroïde du groupe de Hilda. Il est caractérisé par un demi-grand axe de 3,94 UA, une excentricité de 0,24 et une inclinaison de 9,5° par rapport à l'écliptique.

## Compléments